# El punto sobre la I
El punto sobre la I (Dot the I) es una película de drama romántico-suspenso y thriller psicológico del año 2003, dirigida y escrita por Matthew Parkhill. Es una coproducción de Estados Unidos, España y Reino Unido, con actuación principal de Gael García Bernal.

## Cast
- Gael García Bernal es Kit Winter
- Natalia Verbeke es Carmen Colazzo
- James D'Arcy es Barnaby F. Caspian
- Tom Hardy - Tom
- Charlie Cox - Theo
- Myfanwy Waring - Amiga de Carmen
- Michael Webber - Landlord
- Yves Aubert es Maitre
- Jonathan Kydd - Burger Bar Manager
- Michael Elwyn - Hotel Manager

- El punto sobre la I en Internet Movie Database (en inglés).

- Datos: Q642289